# 쿠요

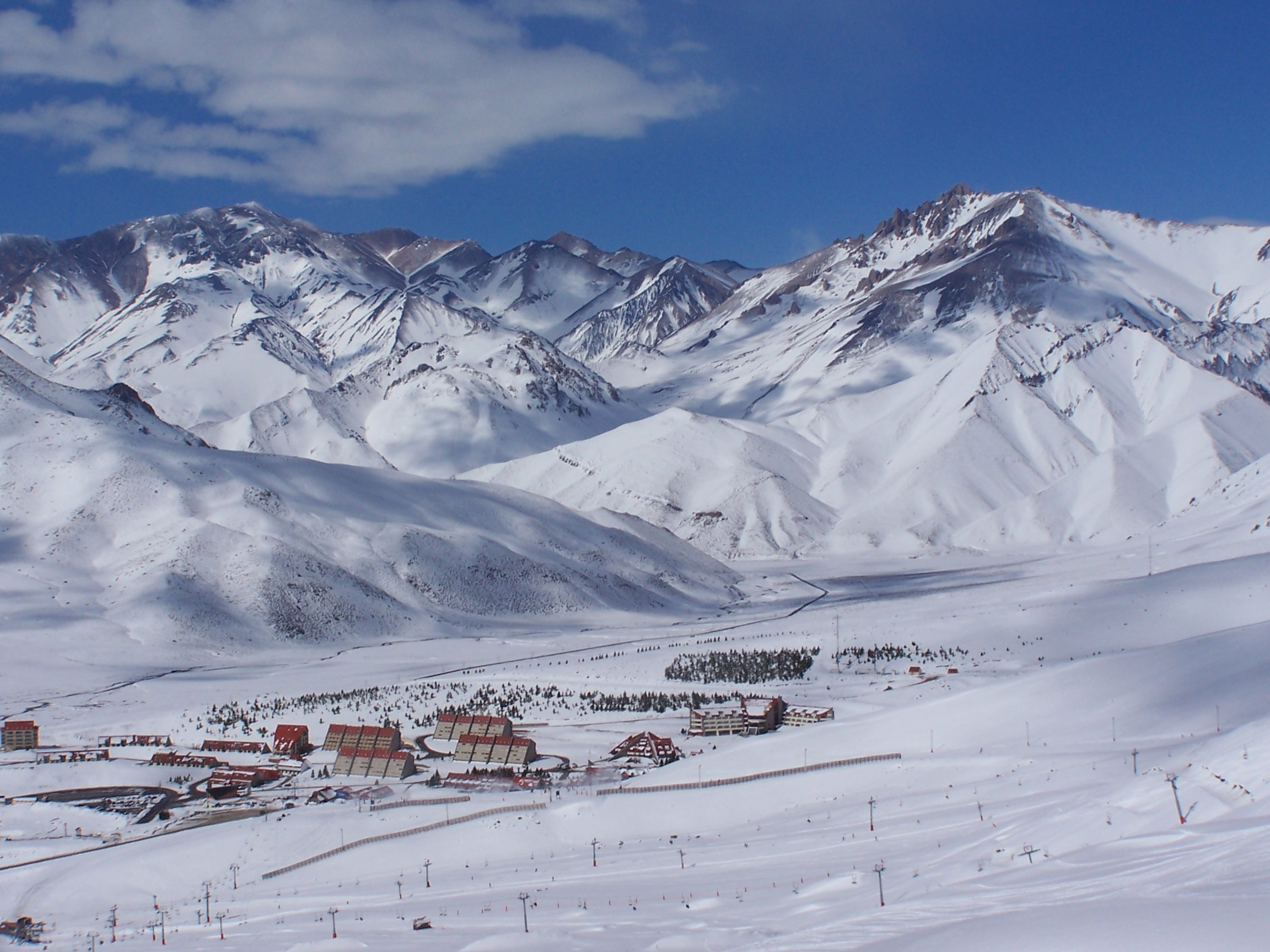
라스레냐스 스키 리조트

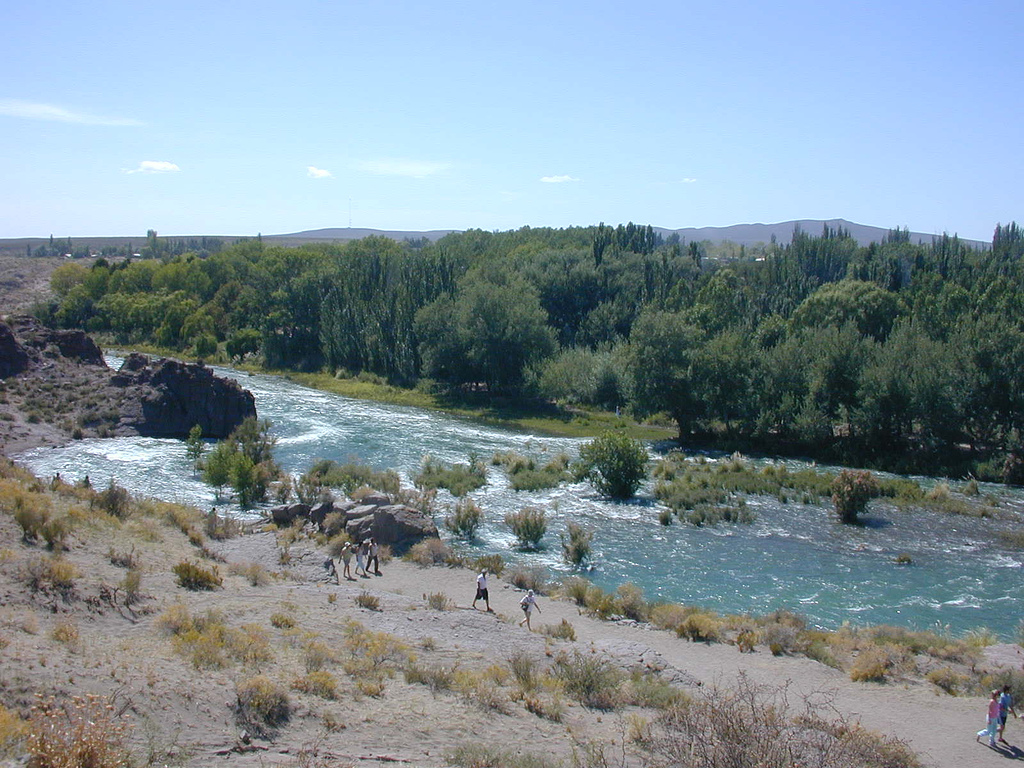
멘도사 주의 아투엘 강

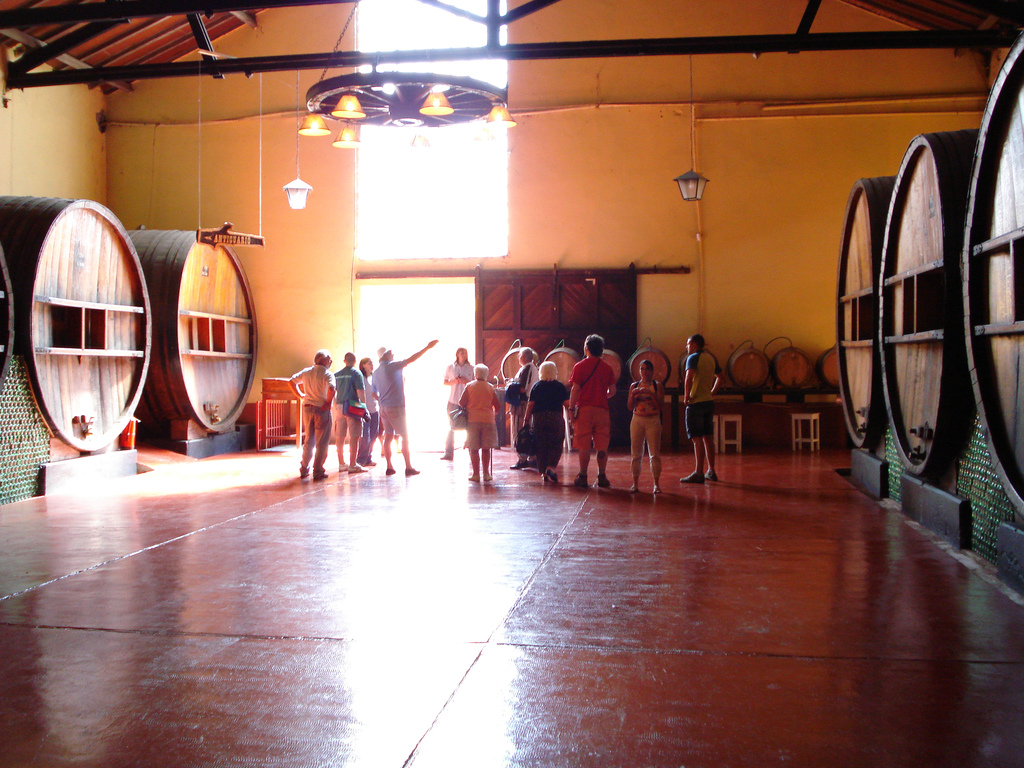
쿠요의 포도주 양조장

쿠요(스페인어: Cuyo)는 아르헨티나 중서부에 위치한 지역이다. 역사적으로는 산후안주, 산루이스주, 멘도사주 3개 주가 이 지역에 속하지만 현대에 들어서는 라리오하주를 포함한 4개 주를 누에보쿠요(Nuevo Cuyo, 신(新)쿠요)라고 부르기도 한다.
안데스산맥의 영향권이며 칠레와 국경을 접한다. 아르헨티나에서 가장 높은 산인 아콩카과 산이 위치한다. 포도주 생산이 주를 이루는 지역이며 아르헨티나에서 인기 높은 관광지로 여겨진다.